# Ochthebius cupricollis
Ochthebius cupricollis es una especie de escarabajo del género Ochthebius, familia Hydraenidae. Fue descrita científicamente por Sahlberg en 1903.
Se distribuye por Irán, en la provincia de Hormozgán. Mide 1,6 milímetros de longitud.